# Gorsem
Gorsem – dzielnica (deelgemeente) miasta Sint-Truiden w Belgii, w Regionie Flamandzkim, w prowincji Limburgia, w okręgu Hasselt. 1 stycznia 2020 roku liczyła 391 mieszkańców. Do 31 grudnia 1970 samodzielna gmina. 

## Demografia
Liczba mieszkańców, stan na 1 stycznia:
| Rok                | 1930 | 1947 | 1961 | 1970 | 2020 |
| ------------------ | ---- | ---- | ---- | ---- | ---- |
| Liczba mieszkańców | 714  | 863  | 400  | 450  | 391  |